# Chrysaora fuscescens
Chrysaora fuscescens is een schijfkwal uit de familie Pelagiidae. De kwal komt uit het geslacht Chrysaora. Chrysaora fuscescens werd in 1835 voor het eerst wetenschappelijk beschreven door Brandt. 